# Спартак (Єреван)
Футбольний клуб «Спартак» (вірм. «Սպարտակ» Երևան ֆուտբոլային ակումբ) — колишній вірменський футбольний клуб з міста Єреван. Заснований в 1960 році. Найбільшу популярність набув з назвою «Цемент», а потім «Аракс» (Арарат).

## Колишні назви
- 1960—1992: ФК «Арарат» Арарат
- 1993—1999: «Цемент» Арарат
- 2000—2001: «Аракс» Арарат
- 2001 — «Аракс-Імпекс» Єреван
- 2001—2003: «Спартак» Єреван

## Історія

### Радянський період
Клуб був заснований в 1960 році, як «Арарат» з однойменного міста (не плутати з «Араратом» Єреван).

### Пострадянський час
В новітній історії вірменського футболу клуб, при формуванні дивізіонів, опинився у першій лізі. Чемпіонат у першій лізі був подобою Вищої, який складався з двох етапів. «Арарат» зайняв друге місце і пройшов у другий етап за 1-6 місця. Після технічної поразки своєму прямому конкуренту «Арагацу» команда тим не менше решту 9 ігор виграла і посіла 1-е місце в таблиці. У тому ж сезоні команда провела один матч за Кубок проти «Бананца» — 0:6.

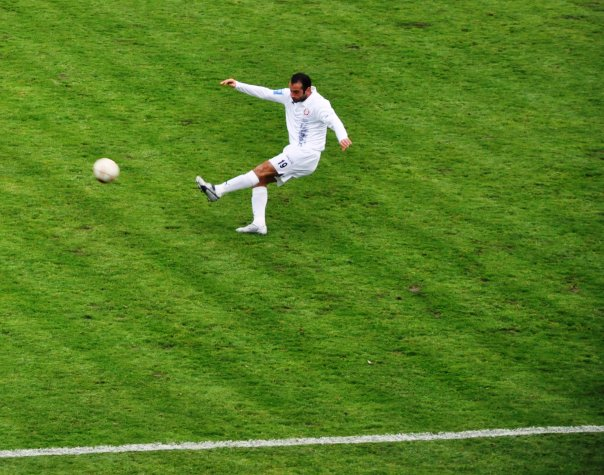
Єгіше Мелікян виступав за клуб у 1999—2000 рр.

Нижче 6-го місця клуб не опускався. У 1998 році команду прийняв Варужан Сукіасян, з яким клуб зробив золотий дубль 1998 року. Були виграні спочатку Кубок, а після — золото чемпіонату Вірменії, що стало першим і для клубу і для тренера. У наступному році був зроблений черговий дубль, що складався з перемог в Кубку, і у фіналі Суперкубка проти «Ширака», де все вирішилося у післяматчевих пенальті. В чемпіонаті команда виступила менш вдало завоювавши бронзу першості. Однак Сукіасян не дограв сезон і залишив клуб за два місяці до кінця сезону.

### «Аракс»
У 2000 році клуб змінив назву на «Аракс». Головним тренером став Самвел Петросян. Команда боролася за золоті медалі та кубок, але Петросяну не вдалося завоювати Кубок, а в середині сезону він і зовсім покинув стан «городян». У червні 2000 року в клуб повернувся Варужан Сукіасян. У підсумку під керівництвом Сукіасяна команда знову завоювала золоті медалі чемпіонату. Після здобутої слави Варужан покинув клуб. Власники клубу, після ряду успішних сезонів, вирішують переїхати з Арарату в Єреван.

### «Спартак»
На початку чемпіонату, в квітні 2001 року, в клуб втретє повернувся Сукіасян. До цього часу клуб вже змінив назву на «Спартак» і дислокувався в Єревані. Провівши 4 місяці на посаді головного тренера Сукіасян покинув клуб.
Клуб фінансувався з одного джерела з «Бананцем» (президентом обох клубів був Саркіс Ісраелян), тому було вирішено об'єднати «Спартак» і «Бананц» в один клуб. Тільки виникла проблема назви майбутньої команди. У підсумку знайшли компроміс: яка команда виступить краще в чемпіонаті, ту назву й отримає майбутній клуб. «Бананц» виступив краще і «Спартак» припинив своє існування.
Трохи раніше, у 2000 році, «Аракс» (Арарат) був відновлений в місті Арарат, але виступи розпочав рангом нижче, а у 2005 році через фінансові проблеми був розформований.

## Статистика виступів
Дані на червень 2009 року
| Сезон   | Турнір                 | Раунд | Суперник          | 1 матч | 2 матч |
| ------- | ---------------------- | ----- | ----------------- | ------ | ------ |
| 1998/99 | Кубок володарів кубків | QR    | «Лозанна»         | 1 — 5  | 1 — 2  |
| 1999/00 | Ліга чемпіонів УЄФА    | 1Q    | «Жальгіріс»       | 0 — 2  | 0 — 3  |
| 2001/02 | Ліга чемпіонів УЄФА    | 1Q    | «Шериф» Тирасполь | 0 — 1  | 0 — 2  |

- Домашні ігри виділені жирним шрифтом

| Турнір                      | Ігри | Перемоги | Нічиї | Ураження | Голів забито | Голів пропущено |
| --------------------------- | ---- | -------- | ----- | -------- | ------------ | --------------- |
| Ліга чемпіонів УЄФА         | 4    | 0        | 0     | 4        | 0            | 8               |
| Кубок володарів кубків УЄФА | 2    | 0        | 0     | 2        | 2            | 7               |
| Разом                       | 6    | 0        | 0     | 6        | 2            | 15              |

### Найбільші перемоги і поразки
Найбільші перемоги:
В чемпіонаті Вірменії:
- «Цемент» — «Лорі» — 8:0 (1997 рік)
- «Цемент» — «Гюмрі» — 8:0 (1999 рік)

У кубку Вірменії:
- «Цемент» — «Котайк» — 8:0 (2000 рік)

Найбільші поразки:
В чемпіонаті Вірменії:
- «Арарат» (Єреван) — «Цемент» — 6:0 (1993 рік)
- Ширак — «Цемент» — 7:1 (1994 рік)

У кубку Вірменії:
- «Арарат» — «Бананц» — 0:6 (1992 рік)

В єврокубках:
- «Лозанна» (Швейцарія) — «Спартак» — 5:1 (1998/99 рік)

Найбільш результативні нічиї:
В чемпіонаті Вірменії:
- «КанАЗ» — «Цемент» — 4:4 (1993 рік)
- «Звартноц» (Ечміадзін) — «Цемент» — 4:4 (1993 рік)

Найрезультативніші матчі:
В чемпіонаті Вірменії:
- «Котайк» — «Цемент» — 3:7 (1993 рік)

У кубку Вірменії:
- «Цемент» — «Котайк» — 8:0 (2000 рік)
- «Бананц» — «Аракс-Імпекс» — 3:5 (2001 рік)

В європейських кубках:
- «Лозанна» (Швейцарія) — «Спартак» — 5:1 (1998/99 рік)

## Досягнення

### Національні чемпіонати
Чемпіон Вірменії (2)
1998, 2000
 Срібний призер чемпіонату Вірменії (1)
1995
 Бронзовий призер чемпіонату Вірменії (2)
1999, 2001
 Володар Кубка Вірменії (2)
1998, 1999
 Володар Суперкубка Вірменії (1)
1998
 Фіналіст Суперкубка Вірменії (1)
1999

### Досягнення гравців
- Найкращі бомбардири сезону:
  - 1999 — Ширак Сарікян (21)
  - 2000 — Арам Акопян (21)

- Найкращий футболіст року:
  - 1998 — Артур Восканян

## Відомі гравці
Повний список гравців клубу «Спартак» Єреван, про яких є статті у Вікіпедії, див. тут
-  Арутюн Абраамян
-  Ара Акопян
-  Арам Акопян
-  Артур Восканян
-  Карен Дохоян
-  Артур Кочарян
-  Єгіше Мелікян
-  Артур Мкртчян
-  Ромик Хачатрян
-  Фелікс Ходжоян
-  Олександр Зуб